# Царевоселско-Каменишка епархия
Царевоселско-Каменишката епархия (на македонска литературна норма: Делчевско-каменичка епархија) е епархия на Македонската православна църква, разположена на територията на Северна Македония с център в градчето Царево село (Делчево). Обхваща териториията на община Царево село (Делчево) и Каменица (Македонска Каменица). 

## История
Епархията е създадена на 20 юни 2023 година при интеграцията на Православната охридска архиепископия в Македонската православна църква. Епархията е обособена на територията на Царевоселското архиерейско наместничество на Брегалнишката епархия. Начело на епархията стои епископ Марко Царевоселско-Каменишки.

## Енории
- Първа царевоселска енория - в църквата „Света Богородица“ в Царево село;
- Втора царевоселска енория - с манастирите „Света Богородица Източен петък Балаклия“ и „Св. св. Кирил и Методий“ в Царево село;
- Дзвегорска енория - със седалище в църквата „Свети Йоан Кръстител“ в село Дзвегор. Други по-важни храмове в енорият са църквата „Свети Димитър“ в село Габрово, манастирът „Света Петка“ в село Селник, църквата „Свети Архангел Михаил“ в село Драмче, църквата „Свети Георги. Ѓорѓи“[3] в село Град;
- Първа каменишка енория - в църквата „Свети Илия“ в Каменица;
- Втора каменишка енория - в църквата „Свети Илия“ в Каменица;
- Трета каменишка енория - в църквата „Свети Илия“ в Каменица;